# Diplonemea
Diplonemea (från släktet Diplonema, grekiska διπλό, diplo "två" och νήμα nema "tråd", som har två korta flageller) är den enda klassen i ordningen  Diplonemida inom stammen Euglenozoa (Ögondjur) dom upprättades av Thomas Cavalier-Smith 1993. Den består bara av de två släktena Diplonema och Rhynchopus. De flesta arterna är frilevande, men en art tros vara parasitisk. Rhyncopus har två olika stadier, ett krypande födosökande stadium med kort flagell och ett simmande spridningsstadium med lång flagell, medan Diplonema ej förefaller att ha något spridningsstadium.